# Lawrence Albert Johnston
Lawrence Albert Johnston, född den 12 augusti 1855 i Sugar Grove, Pennsylvania, död den 10 juni 1918 i Saint Paul, Minnesota, var en svensk-amerikansk präst. 
Johnstons föräldrar migrerade 1846 från Hässleby i Småland till Amerika. Han avlade studentexamen vid Augustana College (Rock Island, Illinois) 1879. Han blev 1881 prästvigd inom svensk-lutherska Augustanasynoden och betjänade olika svenska församlingar, varav den i Saint Paul i tillsammans 19 år. Han var en av förgrundspersonerna inom sitt samfund och beklädde olika förtroendeposter, som synodens vice president 1907–1911 och som president från 1911 till sin död. Han utgav 1903 en bok för konfirmander, Be thou faithful.